# Конаков, Валентин Васильевич
Валенти́н Васи́льевич Конако́в (9 июня 1939, село Кулясово, Мордовская АССР — 27 января 2019, Саранск) — российский государственный деятель; Полномочный представитель Президента РФ в Мордовии (1993—2000), председатель Государственного собрания Республики Мордовия (2010—2011).

## Биография
Родился 9 июня 1939 года в селе Кулясово Атяшевского района в крестьянской семье. В 1956 году окончил Поселковскую среднюю школу, в 1958 году — Краснослободское техническое училище № 1, после чего работал в Атяшевской РТС. В 1958—1961 годах служил в Советской Армии.
В 1966 году окончил факультет механизации сельского хозяйства Мордовского университета по специальности «инженер-механик», преподавал там же (ассистент, старший преподаватель, доцент кафедры технологии металлов и ремонта машин).
В 1978 году окончил аспирантуру Московского лесотехнического института. В 1979—1991 годах — декан факультета механизации и электрификации, в 1991—1993 годах — директор Агропромышленного института, проректор по учебной работе Мордовского университета; содействовал открытию новой специальности («электрификация сельского хозяйства»), обновлению лабораторий, созданию библиотеки, открытию трёх специализированных Советов по защите кандидатских диссертаций и Совет по защите докторских диссертаций.
В 1993—2000 годах — полномочный представитель Президента РФ в Мордовии.
С 2000 года — заместитель председателя правительства Республики Мордовия; курировал социальную сферу, развитие науки и новых технологий, высшей школы и системы образования. С декабря 2007 года — первый заместитель председателя, с 7 июня 2010 по 2012 год — председатель Государственного собрания Республики Мордовия. С 2007 года был председателем Политсовета Мордовского республиканского отделения партии «Единая Россия». Баллотировался в депутаты Государственной думы России в 2007 году по региональному списку партии «Единая Россия», был избран, но отказался от мандата.
С 2012 года возглавлял Научно-исследовательский институт регионологии Мордовского университета им. Н. П. Огарева и Научный центр социально-экономического мониторинга.
Умер 27 января 2019 года; похоронен в Саранске на городском кладбище № 2.

## Научная деятельность
Кандидат технических наук, тема диссертации — «Исследование работоспособности плужных лемехов в зависимости от физико-механических свойств почв Нечернозёмной зоны РСФСР (на примере почв Волго-Вятского экономического района)»; доцент (1979).
Автор 60 научных и учебно-методических работ.

## Награды и признание
- медаль «За доблестный труд. В ознаменование 100-летия со дня рождения В. И. Ленина» (1970),
- медаль «За трудовую доблесть» (1982),
- орден Святого благоверного князя Даниила Московского 3-й степени (1995),
- орден Славы II (2011) и III степени (2008),
- медаль «За заслуги. В ознаменование 1000-летия единения мордовского народа с народами Российского государства»,
- заслуженный работник высшей школы Мордовской ССР (1992),
- заслуженный работник органов государственной власти Республики Мордовия (2009)[2][3][4][12],
- благодарность Президента Российской Федерации (1999)[13].

## Память
Личный фонд В. В. Конакова хранится в Центральном государственном архиве Республики Мордовия.